# Tegernbach (Rudelzhausen)
Tegernbach ist ein Gemeindeteil der Gemeinde Rudelzhausen im Landkreis Freising (Oberbayern). Das Pfarrdorf liegt in der Hallertau, dem wichtigsten Hopfenanbaugebiet Deutschlands, und zählt 922 Einwohner.

## Geschichte
Um das Jahr 1000 wurde der untere, romanische Teil des Kirchturms der Pfarrkirche Mariä Himmelfahrt in Tegernbach als Wehrturm errichtet und war Teil eines Adelssitzes. Die Hofmark mit den Orten Tegernbach, Aich, Grub, Peterloh, Stolzhof, Straßlehen, Weingarten, Haid und Sammetsreith war ab 1566 im Besitz der Herrschaft Au. Der Ort gehörte zum Rentamt Landshut und zum Landgericht Moosburg des Kurfürstentums Bayern. Im Zuge der Verwaltungsreformen in Bayern entstand mit dem Gemeindeedikt von 1818 die Patrimonialgemeinde Tegernbach.  Die 1818 gebildeten Patrimonialgerichte II. Klasse Hagsdorf, Hörgertshausen, Mauern, Tegernbach und Thulbach wurden 1841 unter der Familie von Hofstetten zu einem gemeinsamen Patrimonialgericht II. Klasse unter der Benennung „Patrimonialgericht Mauern“ zusammengeschlossen. Im Jahr 1848 wurden die letzten Reste der Adelsherrschaft aufgehoben. 
Am 1. Juli 1972 wurden die bis dahin selbständigen Gemeinden Grünberg und Teile der Gemeinde Berg in die Gemeinde Enzelhausen eingegliedert. Enzelhausen, Tegernbach und Teile der aufgelösten Gemeinde Grafendorf wurden schließlich am 1. Mai 1978 zur neuen Gemeinde Rudelzhausen zusammengefasst.
1988 wurde der südlich an den Ort grenzende Golfplatz Tegernbach eröffnet.

## Kirche und Kapellen
Die Katholische Pfarrkirche Mariä Himmelfahrt ist ein Saalbau mit romanischem Chorturm und angefügter Sakristei. Die Kirche wurde um 1700 barockisiert, das Langhaus 1826 und 1906 erweitert. Die Wallfahrtskapelle Mariä Geburt, die sogenannte Brünnlkapelle, ist ein kleiner Saalbau mit Polygonalchor, Westturm mit Zwiebelhaube und angefügter Sakristei, erbaut 1687. Die Pfarrei Tegernbach gehört zum Dekanat Geisenfeld im Bistum Regensburg.

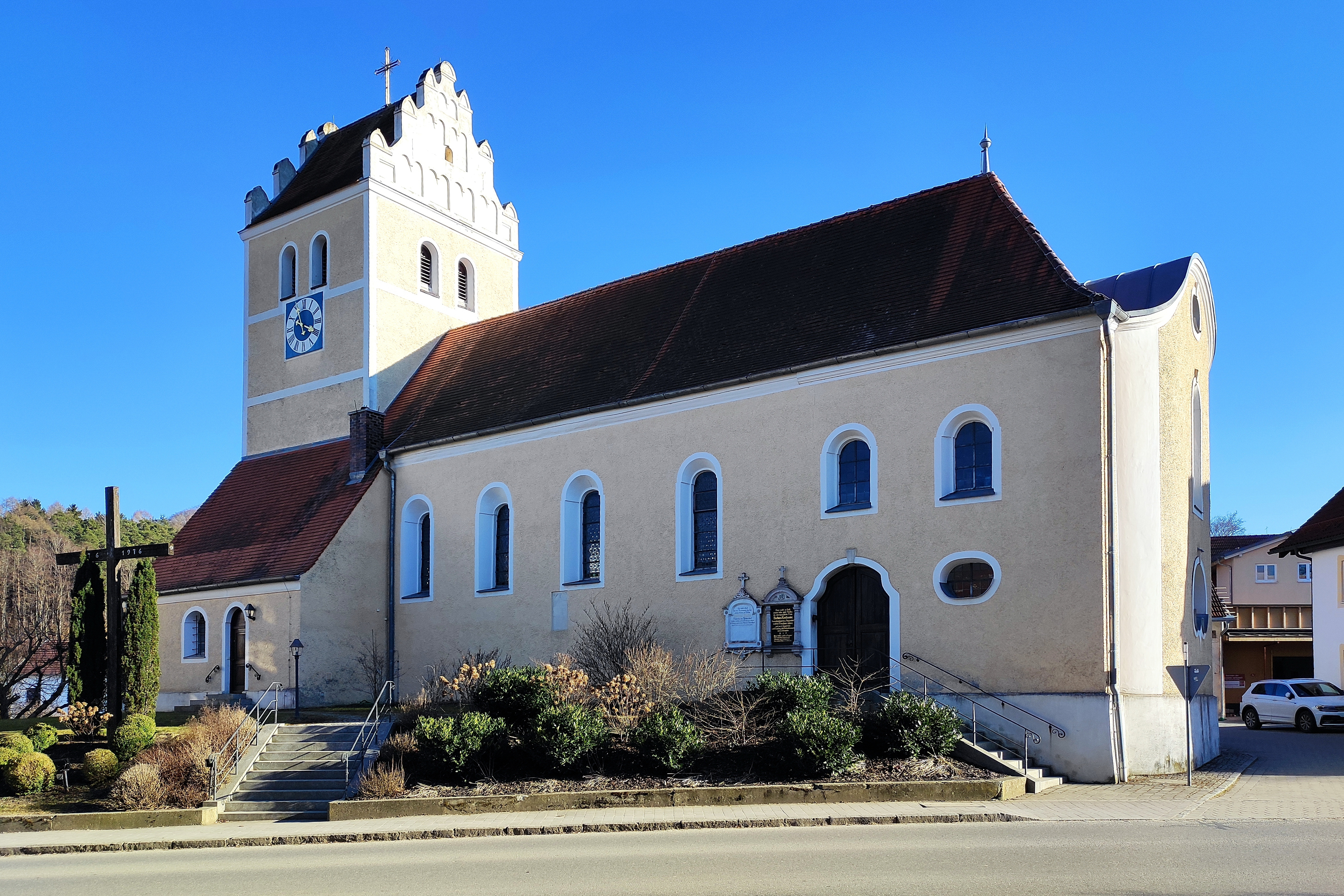
Pfarrkirche Mariä Himmelfahrt in Tegernbach
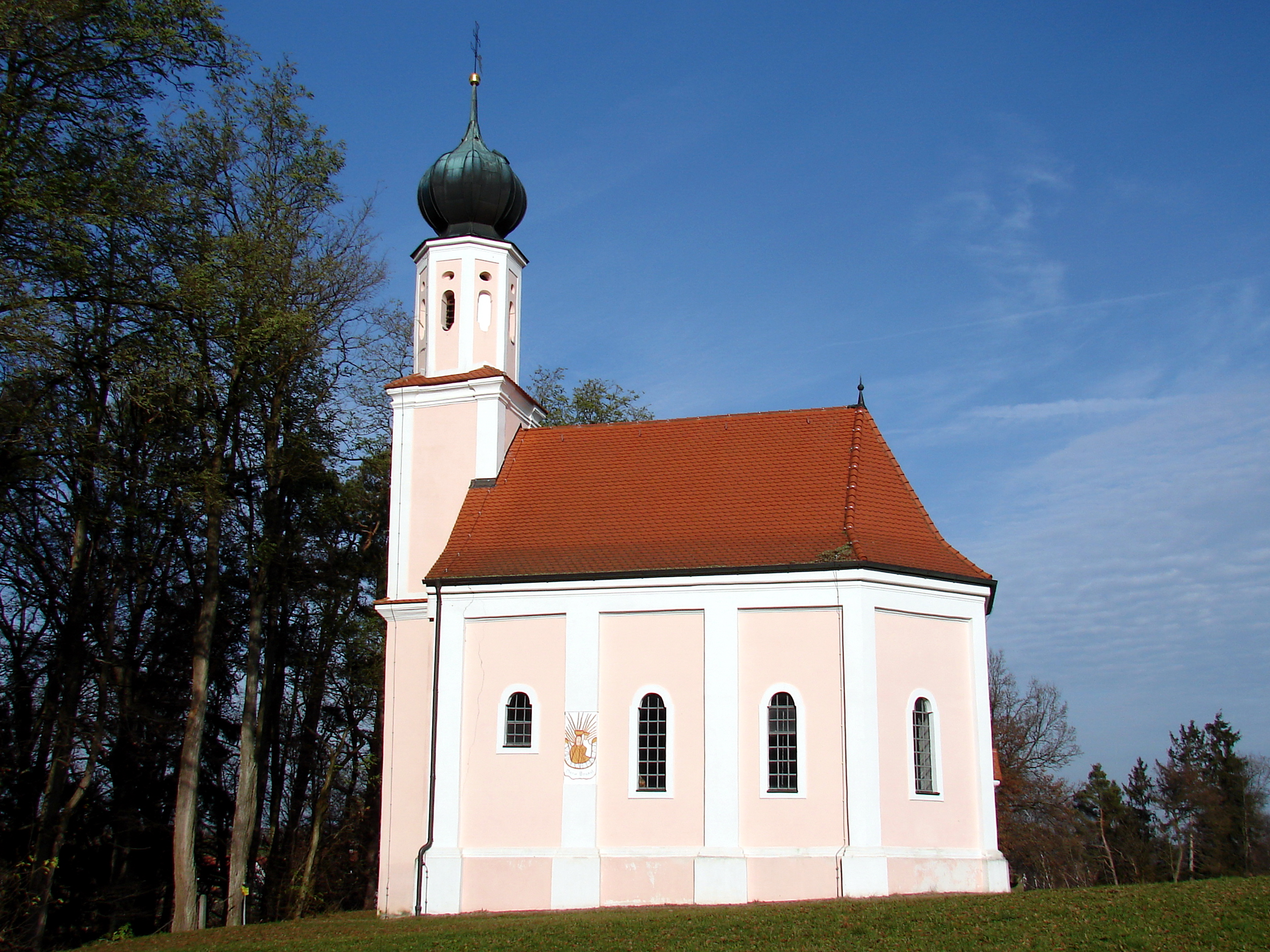
Tegernbacher Brünnlkapelle
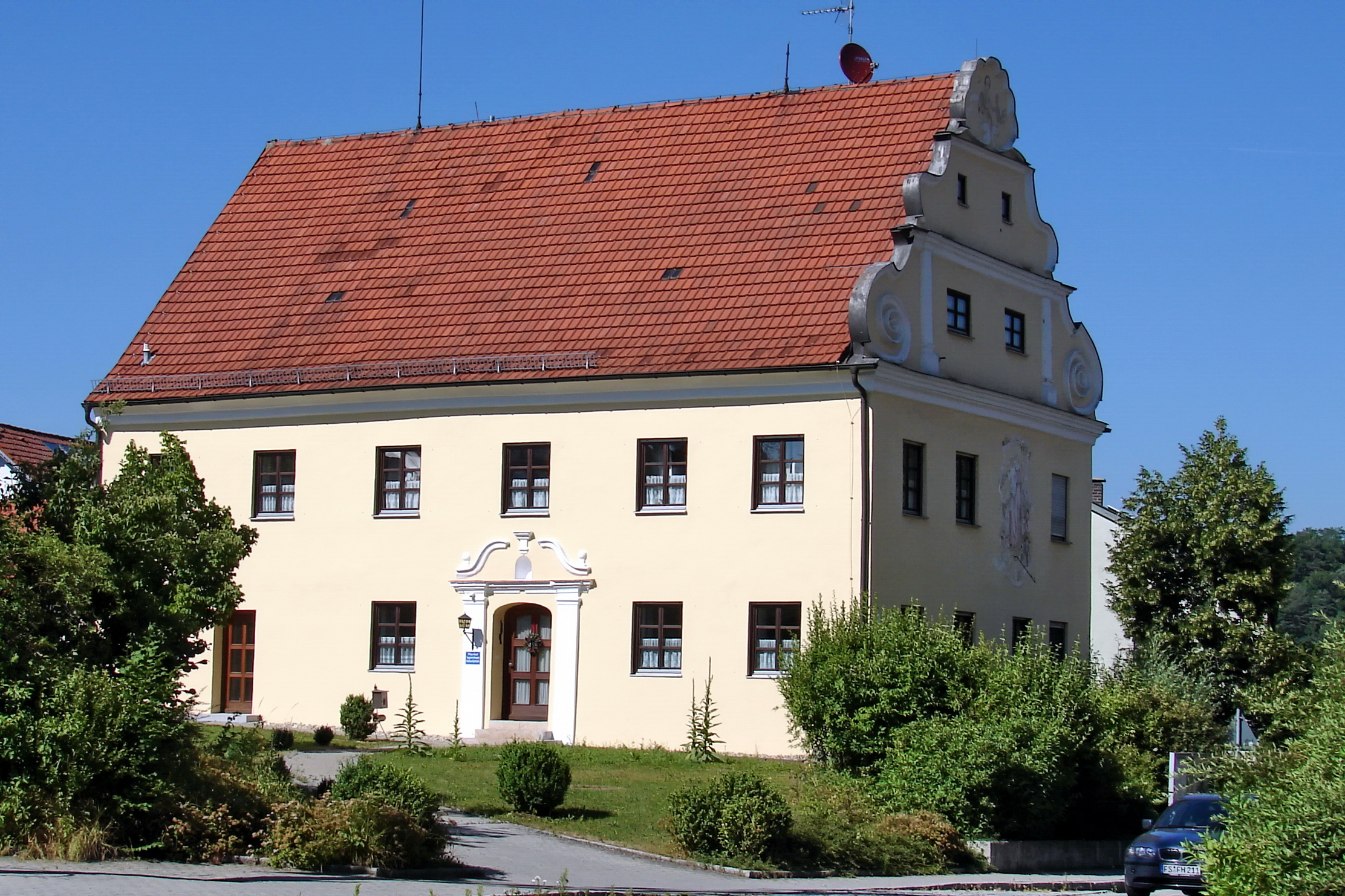
Pfarrhof Tegernbach

## Wirtschaft und Infrastruktur
Der typische ländliche Charakter zeigt sich durch die zahlreichen umliegenden Hopfengärten im tertiären Hügelland.